# カール・アルブレヒト・フォン・エスターライヒ
カール・アルブレヒト・フォン・エスターライヒ（ドイツ語: Karl Albrecht von Österreich, 1888年12月18日 - 1951年3月17日）は、オーストリア＝ハンガリーおよびポーランドの軍人。ハプスブルク＝ロートリンゲン家の分枝テシェン公爵家の公子。1919年からポーランド国籍を取得してカロル・オルブラフト・ハプスブルク＝ロタルィンスキ（ポーランド語: Karol Olbracht Habsburg-Lotaryński）と名乗った。

## 生涯
二重君主国海軍の提督を務めたカール・シュテファン大公の長男として、ポーラ（現在のクロアチア領プーラ）で生まれた。マトゥラ（高校卒業資格）を取得した後、1907年よりウィーンの技術軍事大学（K.u.k. Technische Militärakademie）で学び、1910年に同校を優秀な成績で卒業すると、陸軍第2榴弾砲兵連隊所属の中尉として軍人としてのキャリアを開始した。1912年には第2騎馬砲兵師団に転属となっている。砲兵将校として有能ぶりを見せ、まもなく軍事大臣の特別推薦状により大尉に昇進した。
第一次世界大戦が勃発すると、カール・アルブレヒトは初めは東部戦線で戦い、戦場での勇敢さを讃えられて軍事功労メダル（Militär-Verdienstmedaille）や2等鉄十字章を受けた。その後、チロルのオーストリア予備軍（k.k. Landwehr）の司令官に就任している。1916年には再び砲兵将校として前線に戻り、第14野戦榴弾砲兵連隊内の第1大隊を隊長として率いた。彼は瞬く間に少佐に昇進し、1916年秋には第14野戦榴弾砲兵連隊長に、1917年秋には第8野戦榴弾砲兵連隊長になった。1917年の初頭に中佐、同年秋には大佐に昇進している。1917年の秋から二重君主国の崩壊までは、第23歩兵旅団の旅団長を務めた。
1916年11月5日に新たなポーランド国家「ポーランド摂政王国」の創設が宣言された後、カール・アルブレヒトは父親のカール・シュテファン大公と一緒にオーストリア政府の推す国王候補となり、皇帝フランツ・ヨーゼフ1世のほか、ドイツ皇帝ヴィルヘルム2世、バイエルン、ブルガリア、ザクセンおよびヴュルテンベルクの諸王から支持を受けた。しかしフランツ・ヨーゼフ1世が崩御し、新皇帝カール1世が即位すると状況は一変した。カール1世はポーランド会議王国、ガリツィア、ウクライナおよびリトアニアの一部を自らの帝冠の下に統合するという、野心的な計画を抱いていた。このためカール1世はガリツィアのザイブッシュ（現在のポーランド領ジヴィエツ）に住むカール・シュテファン親子のポーランド王戴冠への承認を渋り続け、最終的には承認を与えることを拒んだ。1918年の一時期、カール・アルブレヒトの末弟ヴィルヘルムをウクライナ国王に擁立することも提案されている。
カール・シュテファン大公とその家族は、ジヴィエツの居城が新しく建国されたポーランド共和国の一部になった後も、そのまま留まった。カール・アルブレヒトは翌1919年にポーランド国籍を取得し、ポーランド陸軍の大佐としてポーランド・ウクライナ戦争、ポーランド・ソビエト戦争に従軍した。
1920年、スウェーデンの下級貴族の娘アリセ・アンカルクローナ（1889年 - 1985年）と結婚した。アリセはオーストリア宰相を務めたカジミェシュ・バデーニ伯爵の息子ルドヴィク・バデーニ伯爵の未亡人であった。この結婚はハプスブルク家の家内法に則れば身分不相応な貴賤結婚と見なされ、カロル・オルブラフトとその妻子はオーストリア大公（大公女）の称号を使用することを許されなかった（ただし、この時点で既に大公の称号は法的には廃止されていた）。1949年、カロル・オルブラフトとその妻子に、ハプスブルク＝ロートリンゲン家家長のオットー・フォン・ハプスブルクよりアルテンブルク公子（公女）（Prinz/Prinzessin von Altenburg）の称号が授けられた。
1920年代から1930年代にかけてのポーランドには君主制支持者もまだ多く活動しており、彼らはユゼフ・ピウスツキに対して、遺言にカロル・オルブラフトをポーランド王位に推戴するよう命じる一文を書くように勧めていた。しかしピウスツキがカロル・オルブラフトを後継者に指名することはなかったし、ピウスツキはそもそも政治的な遺言など残さなかった。
1939年に第二次世界大戦が勃発すると、陸軍少将となっていたカロル・オルブラフトはグルジョンツ要塞の司令官としてドイツ軍を迎え撃った。ドイツがポーランドを征服した後、カロル・オルブラフトは「ドイツ民族リスト」に民族ドイツ人として登録されるのを拒んだため、ナチス当局によって財産を没収され、占領期間中はクラクフの監獄に収監されて拷問を受けた。長期間の拷問のために、片足は麻痺し、片目も失明した。
戦後、新たに成立した共産党政権は、カロル・オルブラフトを「民族ドイツ人」だとして所領の返還を拒否した。彼は家族を連れて妻アリセの母国スウェーデンに亡命し、1951年にストックホルム郊外のエステルヴィークで死去した。

## 子女
妻アリセとの間に4人の子女をもうけた。
- カロル・ステファン・マクシミリアン・フェルディナンド・ナルツィス・マリア（ポーランド語版）（1921年 - 2018年） 1952年に従姉のマリー・ルイース・アフ・ピーターセンと結婚
- マリア・クルスティナ・インマツラータ・エルジュビェタ・レナータ・アリツィア・ガブリエラ（ポーランド語版）（1923年 - 2012年）
- カロル・オルブラフト・マクシミリアン・レオン・マリア・ドミニク（1926年 - 1928年）
- レナータ・マリア・テレーサ・アリツィア・エルジュビェタ（1931年 - ） 1957年にスペインの貴族・外交官エドゥアルド・デ・スルエタ・イ・ダト（英語版）と結婚